# 赵迁都邯郸

赵国迁都邯郸后的邯郸故城平面图，西南地区为赵王城，东北地区是大北城。

赵迁都邯郸，是指中国战国时期赵国国君赵敬侯在前386年把国都由中牟迁到邯郸的历史事件。赵国迁都邯郸是邯郸历史上的一个重大事件，也是赵国历史上的重大事件，是赵国政治经济军事发展的必然结果。邯郸为赵都长达158年之久，历经八代国君，成为汉地北部的政治、经济、文化中心之一，在黄河流域诸多文明中占有重要地位。

## 背景
赵简子是赵国的实际创建者，夺取邯郸城是赵氏立国的标志，所以后世称他为“名为晋卿，实为晋权，奉邑侔于诸侯”。他的后代子孙也都追述他的丰功伟绩。
赵简子去世后，他的儿子毋恤即位，是为赵襄子。由于赵襄子的母亲是狄族人，期初颇受赵简子的歧视，后来因为姑布子卿的推荐，才收到赏识。根据史书记载，赵简子曾为了试探看他的儿子中谁最有才能，他谎称在常山藏有宝符，谁先发现，就归谁。听到这个消息，大家都去山上寻找宝符，结果都是一无所获。而赵襄子却说自己已经得到了宝贝。赵简子问他找到了什么宝贝，他说道“从常山临代，代可取也”，原来，赵襄子看破了赵简子北伐代国的意图，赵简子这时候认识到毋恤最为精明，于是废掉了太子伯鲁，立他为太子。赵简子后期的主要活动是实施东进邯郸的战略，未来得及着手北伐就去世了。赵襄子即位后，刚处理完赵简子丧事，马上着手北伐事宜。他以宴请的方式邀请代王来赴宴，在席间杀了他，然后发兵灭掉代国，北进战略得以顺利实施。
以后。赵襄子同智氏，韩氏、魏氏联合瓜分了范氏和中行氏的封邑土地，挫败了晋出公的反攻计划。他即位的第四年，四卿内部又发生了分裂，智氏强迫韩赵魏三家割地给他，韩魏两家由于力量薄弱，答应给他，但是赵襄子断然拒绝，智氏和赵氏矛盾顿时激化。接着智氏胁迫韩魏一起攻打赵氏，爆发了三家联军攻赵的晋阳之战。
晋阳之战中，赵氏危急达到了顶点，联军曾引汾水灌城，“城不侵者三版”水距城墙上缘只有三版的距离；城中粮食已经吃完，甚至出现了人吃人的局面；赵氏内部也极端不稳，“群臣皆有外心，礼益慢”。为了摆脱危急，赵襄子采取了分化敌人内部的策略，派出宰相张孟谈潜出城外，游说韩魏两家，韩魏两家本来就和赵氏历史关系极深，加上早对智氏骄横跋扈心存不满，这次又是胁迫而来，所以一拍即合。赵韩魏三家里应外合，“反灭智氏，共分其地”。三家分晋的格局形成。于是“赵北有代，南併智氏，强于韩魏。”。赵国的疆域基本形成。
赵襄子在位三十三年，赵浣即位，为赵献侯，期间以中牟为国都，后来赵襄子之弟，即赵桓子赶走赵献侯），自立于代地，仅仅一年就去世了，赵人复迎赵献侯即位。赵献侯在位十五年，其子赵籍即位，为赵烈侯。赵烈侯六年（前403年）与韩魏两家分晋，正史取得诸侯名分。赵烈侯在位九年去世，传位给他的弟弟武公。武公在位十三年去世，传位给赵烈侯之子赵章，赵章就是赵敬候。在他即位的第一年（前386年）就发生了武公之子赵朝争位之事，“敬候元年，武公子朝作乱，不克，出奔魏。赵始都邯郸”。可见，迁都邯郸的因素，也有赵氏内部的变乱原因。

## 建设
赵国迁都邯郸后，便开始了大规模的城市兴建运动。逐步建立位于西南地区具有行政性质的赵王城和东北地区居民生活区域的大北城。

## 争议

### 迁都时间
根据《史记·赵世家》记载来看，赵国迁都邯郸的时间应为赵敬候元年，即前386年，但是有人提出了不同观点，主张迁都邯郸时间应为赵肃侯时期，胡三省在《通鉴音注》上说：
|  | 余按《史记·六国年表》，周定王之十六年，赵敬候之元年，烈王之二年，赵成侯之元年。成侯二十二年，魏克邯郸，是年显王之十六年也。二十四年，魏归邯郸。若敬候已都邯郸，魏克其国都而赵不亡，何也？至显王二十二年，公子范袭邯郸，不胜而死，是年，肃侯之三年也。意此时赵方都邯郸，盖肃侯徒都，非敬候也。 |

胡三省因为赵成侯二十二年（前353年）“魏克邯郸而赵不亡”，进而怀疑赵敬候元年（前386年）迁都邯郸，推断出迁都时间应为“盖肃侯徒都，非敬候也”。但是从《史记》和《汉书》等史料记载来看，赵敬候迁都邯郸已经十分清晰，仅仅以“魏克邯郸而赵不亡”不足以推翻已有的定论，何况至今都未从其他史料中找到赵肃侯三年（前347年）到赵成侯二十二年（前353年）以前的邯郸已经是赵都的证据。方诗铭和王修龄《古本竹书纪念辑证·魏记》第25条：“梁惠成王元年邺师败邯郸师于平阳。”、“梁惠成王败邯郸师于平阳”。梁惠成王就是魏惠王，魏惠王元年即赵成侯五年（前370年）。据史料记载：魏惠王初年，韩赵两国曾联合攻打魏国，在浊泽包围了魏惠王，后因意见分歧，韩赵各自退兵。此事《史记·魏世家》系于魏惠王元年（前370年），《史记·赵世家》系于赵成侯六年（前369年），《六国年表》也是这样记载。雷学淇《竹年纪年义证》认为邺师败于邯郸师即有此事，称“平阳乃近邺地名，盖韩以少卒夜去，而邯郸之师亦取道邺而归。邺之守令要而击之，故败于平阳”。
雷雪淇的解释正确与否，暂且不说，但是“邺师”指的是魏国驻扎在邺地的军队，而“邯郸师”代指赵国的军队则显而易见。像这样以“邯郸”代称赵国的记载在《古本竹书纪念辑证》中还有许多，例如：《魏纪》第38条“梁惠成王七年，惠成王伐邯郸，取列人”第41条“梁惠成王九年，与邯郸榆次、阳邑”第61条“梁惠成王十六年，邯郸伐卫，取漆富丘，城之。”这些引文最早是魏惠王元年（前370年），最晚的是十六年（前355年），都在魏惠王十年（前353年）攻克邯郸之前。既然此时的邯郸被指称赵国，那么唯一解释便是邯郸此时已经成为赵国国都。又《战国纵横家书》第二十七章《麊皮对邯郸君章》记载有魏克邯郸前麊皮对赵成侯的一段对话，文中也称赵成侯为“邯郸君”，同样证实了邯郸早就是赵都这一事实。可以说，赵敬候元年，即前386年迁都邯郸是毋庸置疑的。

### 由何地迁都
赵简子和赵襄子时期的赵国政治中心在晋阳，赵敬候以后再邯郸。但是赵襄子以后的都城在何地，有何变化，自何地前往邯郸，众说纷纭，意义不一。《史记·赵世家》称赵献侯时期都中牟，但是赵献侯一度被赵桓子赶走，赵桓子自立于代，一年后就死了，赵人复迎赵献侯即位。这时的赵献侯是在中牟居住还是在代地，史无名文记载。《史记·赵世家》记载赵烈侯曾责成相国公仲连赐给郑人歌者田地，公仲连没有遵命，“居一月，烈侯从代来，问歌者田，公仲连终不与，乃称疾不朝。番吾君子代来，谓公众曰”，相国和议政的朝廷都不在代地，可以说明赵献侯第二次即位后赵国都城不在代。《汉书·地理志》记载赵国邯郸县条说：赵献侯自中牟徒此。河南郡中牟条又说：赵献侯自耿徒此。据此，赵献侯自耿迁都于中牟，又从中牟迁都到邯郸。但《元和县郡志·卷十五·磁川邯郸县》却说：赵敬候自立晋阳，始迁都邯郸。认为自晋阳迁都到邯郸。《元和郡县制》成书较晚，恐不可信。结合《赵世家》和《汉书·地理志》可以得出结论，自中牟迁都邯郸之说较为可信。
而耿地迁邯郸之说，在史料上看到记载，大多零星散乱。《汉书·地理志》称赵献侯时期从耿地迁都中牟，说明赵都一度迁到耿。而耿的具体位置，从《史记·索隐》杜预语，称耿在河东皮氏县（今山西河津）耿乡，因赵氏先祖赵夙曾追随晋献公伐霍、魏、耿、以功赐封邑于耿。当时晋国都城在今山西南部一带，赵氏封邑位于国都西部还是可信的。但赵献侯时期赵国已经是泱泱大国，是三晋实力最强的一个，并且晋南一带早已经是韩魏两家的势力范围，赵献侯将国都迁到山西西南地区一隅的耿殊难解释。可想而知，赵献侯时期的耿地应该是另一个地方。《史记·殷本纪》记载：祖于迁于邢。司马贞在《史记索隐》解释道“邢音同耿，近代本亦作耿，今河东皮氏县有耿乡。”邢和耿音同，可以做通假，则赵都之耿应该是邢，邢有作为国名的邢和邢在今河南温县平皋故城，亦作邢丘。曾经作为赵都的耿（邢）应该是邢国故地。《元和郡县制卷十五》邢条川记载：“古邢侯之国......春秋时属晋，后三家分晋属赵，秦兼并天下，于此县信都县，属巨鹿郡，项羽改为襄国，盖以赵襄子谥名也”。这可以看出故邢国地春秋属于晋国，战国时期属于赵国，秦代设置信都县，项羽改名为襄国，而国名来自赵襄子的谥号。古代称都为国，顾名思义，“襄国”就是襄子都城。在今邢台一带，民间至今还有流传赵国时期的故事，并有附会赵国故事的地名和建筑，都可以证明和赵襄子和此地的关系。赵襄子很可能后期迁都到耿（邢），才有襄国这一称呼。如果这一推断能够成立，那么赵国迁都顺序应该是从晋阳到耿（邢）再到中牟，最后是邯郸。

## 影响
迁都邯郸是赵国战略方针转变的需要，赵简子和赵襄子时期，赵氏面临的主要敌人是晋国内部的公室以及可能成为潜在敌人的其他新贵族势力，赵氏发展的目标就是夺取公室及其他贵族领地，换言之，赵氏的战略方正就是通过同晋国内部心就是李的斗争扩大自己的疆域。赵简子时间的六卿灭掉祁氏和羊舌氏，四卿灭掉范氏和中行氏，赵襄子谥器韩赵魏三家灭掉智氏，可以说是这个战略方针的具体实施。而赵都晋阳正是适应了这一战略方针的需要。晋阳距离其他贵族封邑较远，是赵氏稳定可靠的后方，所以每当危急时刻，赵简子、赵襄子的最后退路都是晋阳。赵氏也的确是憑藉晋阳挫败了强大的对手智氏，取得了决定性的胜利。前403年赵韩魏三家分晋，标志着晋国内部新旧贵族之间的斗争宣告结束，也标志着赵国正式加入了诸侯之间的兼并战争。形式的改变，要求赵国必须制定一个以参与兼并战争，逐鹿中原为主要内容的战略方针。但要实施这一方针，就需要选择一个靠近中原，便与发展，拥有一定经济物质基础和优越地理位置的城市作为都城，因此迁都邯郸是历史发展的必然。
而春秋后期的邯郸已经是东方赵国地区的重要手工业和商业城市，具有较强的经济实力。根据当时的生产水平推测邯郸已经具备了基本的城市设施，城市人口也达到了相当的规模。而且邯郸位于太行山东麓，华北平原西部，周边地区土地肥沃，水源充足，是传统的重要农业去，为城市的建设和发展提供了便利。
还有就是邯郸具有极其重要的军事地位。邯郸“北通燕、涿、南有郑、卫”。恰好位于太行山东边的南北要道上，交通发达，靠近中原，临近诸侯各国，可谓是四战之地。更是赵国积极进取中原，争霸天下，威胁齐魏的理想出发地和后勤供应地。